# 海神隆頭魚
海神隆頭魚，為輻鰭魚綱鱸形目隆頭魚亞目隆頭魚科的其中一種，分布於澳洲南部海域，體長可達11.1公分，棲息在水淺的岩礁區，生活習性不明。